# Tony-François de Bergue
Tony-François de Bergue (1820 — 1890) foi um pintor francês que se especializou na pintura de retratos e de motivos paisagísticos de carácter romântico.